# Dendropsophus rubicundulus
Dendropsophus rubicundulus é uma espécie de anura da família Hylidae.
Pode ser encontrada nos seguintes países: Bolívia, Brasil e Paraguai.
Está ameaçada por perda de habitat.